# Ла Манга куп
Ла Манга куп је зимски фудбалски турнир који се одиграва у месту Ла Манга (Мурсија, Шпанија). На овом турниру најчешће наступају тимови чија се првенства одигравају лети. То су тимови из Шведске, Финске, Данске, Норвешке, Русије, Украјине и САД. Прво такмичење одиграно је 1999, док је актуелни шампион ФК Калмар. Највише титула има ФК Розенборг (три).

## Досадашњи освајачи
- 1999  Розанбург
- 2000  Бромби
- 2001  Розанбург
- 2002  ФК Хелсинборг
- 2003  Розанбург
- 2004  Њујорк Метро Старс
- 2005  Рубин Казањ
- 2006  Рубин Казањ
- 2007  Шахтјор Доњецк
- 2008  Калмар
- 2009  Хонка

| # | Клуб               | Титула |
| - | ------------------ | ------ |
| 1 | Розенборг          | 3      |
| 2 | Рубин Казањ        | 2      |
| 3 | ФК Бромби          | 1      |
| 3 | Хелсинборг         | 1      |
| 3 | Њујорк Метро Старс | 1      |
| 3 | Шахтјор Доњецк     | 1      |
| 3 | Калмар             | 1      |
| 3 | Хонка              | 1      |

| # | Земља            | Титула |
| - | ---------------- | ------ |
| 1 | Норвешка         | 3      |
| 2 | Русија           | 2      |
| 3 | Шведска          | 2      |
| 4 | Данска           | 1      |
| 4 | Украјина         | 1      |
| 4 | Сједињене Државе | 1      |
| 4 | Финска           | 1      |